# Erga omnes
Erga omnes (с лат. — «относительно всех») — концепция международного права, согласно которой у любого суверенного государства как участника международных отношений существует определённый ряд обязательств перед всем мировым сообществом в целом, имеющих универсальный характер, и в обеспечении которых заинтересовано каждое государство.

## Возникновение концепции
Качественно новый этап в развитии императивных норм международного права начался с принятия концепции обязанностей государства, разработанной Международным судом ООН по делу Barcelona Traction, которая широко признана доктриной международного права и имеет характер erga omnes, то есть обязательств по отношению ко всему сообществу в целом.

В решении Международного суда ООН отмечалось следующее:

«В частности следует провести разграничение между обязанностями государства перед международным сообществом в целом, и теми, которые возникают vis-à-vis (друг перед другом) относительно другого государства в сфере дипломатической защиты. По своей природе первые являются делом всех государств. Учитывая важность упомянутых прав, все государства можно считать такими, которые имеют правовой интерес в защите данных прав; они являются обязательствами erga omnes. В современном международном праве такие обязательства вытекают, например, из объявления вне закона актов агрессии и геноцида, а также из принципов и положений, касающихся основных прав личности, включая защиту от рабства и расовой дискриминации».
Таким образом, Суд отрицал исключительно двусторонний характер международно-правовых обязательств и изменил свою предыдущую судебную практику. Действительно, ещё в 1966 году по делу Юго-Западной Африки было отказано в праве на представление жалобы Эфиопии и Либерии против присутствия Южной Африки в Намибии, проводившей там политику апартеида, как третьим государствам, не являющимся сторонами в разрешении данного вопроса.

В решении по делу Barcelona Traction Международный Суд признал существование норм, которые являются «делом всех государств» и в обеспечении которых правовой интерес имеют все государства, поскольку они затрагивают права особой важности и всеобщего значения. Поэтому при нарушении таких обязательств отдельным государством, нарушаются также права и интересы других государств и международного сообщества в целом.

### Формирование обязательств erga omnes
Далеко не любая норма, даже по соглашению государств может стать нормой, порождающей обязательства между всеми. Обязательства erga omnes могут формироваться в практике государств сначала как обычные нормы и впоследствии непосредственно становиться нормами общего международного права (к примеру, нормы о запрещении рабства). Также возможно заключение международного договора универсального характера, положения которого признаются в качестве порождающих обязательства между всеми (к примеру, Устав ООН запрещает любое проявление агрессии). Кроме того, существует возможность создания обязательств erga omnes путём принятия актов квазиуниверсального характера в случае, когда международная проблема общего значения сперва решается ограниченным числом государств, а в дальнейшем получает признание более широкого круга стран.
Общепризнано, что все императивные нормы международного права jus cogens обладают характером erga omnes. Речь идёт о нормах, охраняющих основные общечеловеческие ценности. Поэтому вполне можно согласиться с тем, что массовые грубые нарушения прав человека в одной части света, в каком-то отдельном государстве, касаются народов в других частях света «как частей единого человечества». Наиболее грубые нарушения международного права, в частности терроризм, экоцид, геноцид, биоцид, апартеид, пиратство, военные преступления и преступления против человечества стали предметом «публичного (общего) интереса» любого члена международного сообщества.
Международный суд ООН также признал, что право народов на самоопределение носит характер erga omnes.